# Кёлер, Софья Васильевна
Софья Васильевна Кёлер (Келлер) (в замужестве — Путилова, по другим сведениям — Путилина; 5 [17] апреля 1829, Санкт-Петербург — не ранее 1907) — российская писательница. Литературный псевдоним — Евгений Лунский.

## Биография
Родилась в семье библиотекаря Эрмитажной библиотеки, внучка археолога-нумизмата Е. Е. Кёлера, уроженца Саксонии.
Получила домашнее образование. В 1852 опубликовала книгу «Исторические повести для детей», куда вошли nовести «Леди Рутвен»; «Поэт шестнадцатого века»; «Звезда Антверпена» сентиментально-дидактического характера о детских годах великих людей, в том числе Шекспира, А. ван Дейка, И. Штрауса. В том же году сдала в Цензурный комитет рукоnись романа для детей «Александр Сергеевич Пушкин» — одного из ранних беллетристических произведений о Пушкине. Однако роман не был разрешён из-за глав о ссылке и дуэли поэта.
Автор сентиментального романа «Брак, каких мало» (журнал «Пантеон», 1852), романтической «светской nовести» — «О перипетиях любви бедной, но благородной гувернантки … и сказочно богатого, но разочарованного графа» и повести «Компаньонка» (там же, 1853), мало соответствующих духу времени.
После замужества в 1856 надолго отошла от литературных занятий. Вернулась к ним в середине 1880-х годов, опубликовав в журнале «Колосья» один за другим три романа, выдержанных всё в том же сентиментальном духе: «Князь Ромодановский» (1886), «За грехи отца» (1891), «Ошибки и искупление» (1893).